# Yakushima
Yakushima (屋久島?, Yakushima) è un'isola che fa parte dell'arcipelago delle Isole Ōsumi, si trova a sud del Kyūshū, nella prefettura di Kagoshima, in Giappone. Si estende su una superficie di circa 500 chilometri quadrati ed ospita una popolazione di circa 15.000 abitanti. L'isola di Yakushima è separata dall'isola di Tanegashima per mezzo dello stretto chiamato Yakushima Kaikyō. Il punto più elevato di Yakushima è il Miyanoura-dake, che si eleva per 1.935 metri sul livello del mare. L'isola è coperta da una fitta foresta, famosa per le piante di cryptomeria (chiamate col nome di sugi in Giappone) e di rododendro.
L'isola ospita una delle due subpopolazioni (2500-3500 esemplari) di una specie di pino rara, Pinus amamiana.
Ciò che resta di quest'antica foresta è stato inserito nel 1993 nell'elenco dei Patrimoni dell'umanità dell'UNESCO. Già dal 1993 era stata dichiarata riserva della biosfera. Un detto popolare sostiene che qui piove per 35 giorni al mese: in effetti le statistiche dicono che questo è uno dei luoghi con le più frequenti ed intense precipitazioni del mondo, con fenomeni che assommano fra i 4 e i 10 metri l'anno. La stagione delle piogge è concentrata in primavera ed estate, spesso accompagnata da frane e smottamenti, mentre nel resto dell'anno si possono avere anche alcuni periodi relativamente secchi. Yakushima è il luogo più meridionale del Giappone in cui si verifichino precipitazioni nevose, che soprattutto nella zona montuosa possono accumularsi per mesi prima di sciogliersi, mentre la temperatura dell'oceano non scende mai al di sotto dei 19 gradi.
La foresta dell'isola è meta di un grande numero di turisti, circa 300.000 all'anno. Si dice che abbia ispirato l'ambientazione del film d'animazione Princess Mononoke, di Hayao Miyazaki. La foresta appare anche nel film Mothra del 1996.
Yakushima è stato un centro per la ricerca sui veicoli a cella a combustibile di idrogeno della Honda. L'elettricità prodotta sull'isola viene per il 50% da fonti idroelettriche e una piccola parte di essa è stata usata per produrre idrogeno nel corso di un esperimento condotto dall'università di Kagoshima.

## Clima
| Yakushima (1991-2020) Fonte: JMA | Mesi        | Mesi        | Mesi        | Mesi        | Mesi        | Mesi        | Mesi        | Mesi        | Mesi        | Mesi        | Mesi        | Mesi        | Stagioni | Stagioni | Stagioni | Stagioni | Anno    |
| Yakushima (1991-2020) Fonte: JMA | Gen         | Feb         | Mar         | Apr         | Mag         | Giu         | Lug         | Ago         | Set         | Ott         | Nov         | Dic         | Inv      | Pri      | Est      | Aut      | Anno    |
| -------------------------------- | ----------- | ----------- | ----------- | ----------- | ----------- | ----------- | ----------- | ----------- | ----------- | ----------- | ----------- | ----------- | -------- | -------- | -------- | -------- | ------- |
| T. max. media (°C)               | 14,7        | 15,5        | 18,0        | 21,4        | 24,5        | 26,9        | 30,5        | 30,9        | 28,9        | 25,2        | 21,2        | 16,8        | 15,7     | 21,3     | 29,4     | 25,1     | 22,9    |
| T. media (°C)                    | 11,8        | 12,3        | 14,6        | 17,8        | 21,0        | 23,7        | 27,0        | 27,5        | 25,7        | 22,2        | 18,2        | 13,9        | 12,7     | 17,8     | 26,1     | 22,0     | 19,6    |
| T. min. media (°C)               | 8,9         | 9,2         | 11,3        | 14,2        | 17,5        | 21,0        | 23,9        | 24,6        | 22,8        | 19,4        | 15,2        | 11,0        | 9,7      | 14,3     | 23,2     | 19,1     | 16,6    |
| T. max. assoluta (°C)            | 25,3 (1950) | 26,1 (1954) | 29,6 (1979) | 29,8 (1969) | 31,9 (2009) | 34,8 (2007) | 35,2 (2004) | 35,4 (2016) | 34,7 (1995) | 31,3 (2015) | 30,7 (2000) | 26,6 (2018) | 26,6     | 31,9     | 35,4     | 34,7     | 35,4    |
| T. min. assoluta (°C)            | 1,0 (2016)  | 0,7 (1981)  | 1,5 (2005)  | 4,5 (1972)  | 10,1 (1981) | 13,7 (1951) | 18,3 (1986) | 19,6 (1986) | 15,2 (1965) | 9,1 (1970)  | 5,6 (1950)  | 2,2 (1947)  | 0,7      | 1,5      | 13,7     | 5,6      | 0,7     |
| Giorni di calura (Tmax ≥ 30 °C)  | 0,0         | 0,0         | 0,0         | 0,0         | 0,3         | 4,5         | 21,5        | 24,4        | 9,7         | 0,4         | 0,0         | 0,0         | 0,0      | 0,3      | 50,4     | 10,1     | 60,8    |
| Nuvolosità (okta al giorno)      | 7,8         | 7,4         | 7,1         | 7,1         | 7,4         | 8,3         | 6,2         | 6,2         | 6,6         | 6,4         | 6,7         | 7,2         | 7,5      | 7,2      | 6,9      | 6,6      | 7,0     |
| Precipitazioni (mm)              | 294,6       | 289,2       | 387,0       | 405,5       | 444,1       | 860,3       | 362,4       | 256,5       | 450,7       | 309,9       | 309,6       | 281,8       | 865,6    | 1 236,6  | 1 479,2  | 1 070,2  | 4 651,6 |
| Giorni di pioggia                | 15,5        | 13,6        | 15,2        | 12,6        | 12,6        | 18,5        | 11,5        | 12,9        | 14,0        | 11,5        | 11,7        | 14,6        | 43,7     | 40,4     | 42,9     | 37,2     | 164,2   |
| Giorni di nebbia                 | 0,0         | 0,0         | 0,1         | 0,1         | 0,5         | 0,8         | 1,2         | 0,0         | 0,4         | 0,2         | 0,0         | 0,0         | 0,0      | 0,7      | 2,0      | 0,6      | 3,3     |
| Umidità relativa media (%)       | 68          | 68          | 69          | 71          | 76          | 85          | 83          | 82          | 81          | 74          | 71          | 69          | 68,3     | 72       | 83,3     | 75,3     | 74,8    |
| Ore di soleggiamento mensili     | 74,9        | 83,2        | 117,9       | 146,2       | 152,7       | 100,0       | 209,9       | 201,3       | 139,8       | 115,9       | 97,3        | 78,8        | 236,9    | 416,8    | 511,2    | 353,0    | 1 517,9 |
| Pressione a 0 metri s.l.m. (hPa) | 1 015,8     | 1 015,0     | 1 012,8     | 1 010,3     | 1 007,2     | 1 004,0     | 1 004,4     | 1 004,2     | 1 006,3     | 1 011,0     | 1 014,8     | 1 016,4     | 1 015,7  | 1 010,1  | 1 004,2  | 1 010,7  | 1 010,2 |
| Tensione di vapore (hPa)         | 9,7         | 10,1        | 11,8        | 14,8        | 19,0        | 25,0        | 29,5        | 30,0        | 26,6        | 20,2        | 15,0        | 11,1        | 10,3     | 15,2     | 28,2     | 20,6     | 18,6    |
| Vento (direzione-m/s)            | NW 6,4      | NW 5,9      | NW 6,0      | NW 5,5      | NW 4,5      | S 3,6       | S 3,3       | S 3,9       | WSW 4,7     | NE 5,4      | WNW 5,6     | NW 6,1      | 6,1      | 5,3      | 3,6      | 5,2      | 5,1     |